# Mantra Yoga
Mantra Yoga (devanagari: मन्त्र योग) è una delle branche tradizionali dello Yoga che propone la recitazione dei mantra (japa) come metodo di realizzazione spirituale e strumento di purificazione della mente. Attraverso la ripetizione consapevole dei suoni sacri, il praticante cerca di sviluppare la concentrazione, la calma interiore e una connessione più profonda con l'essenza divina.
L'uso dei mantra risale ai primordi della storia dell'induismo e delle pratiche vediche, dove erano considerati strumenti potenti per il risveglio spirituale e la protezione divina. Tuttavia, il Mantra Yoga come disciplina strutturata è descritto principalmente in testi di epoca tarda, come la Mantrayoga Saṃhitā (XVII-XVIII sec.), la Yogatattva Upaniṣad (scritta dopo il XIV sec.), e la Mantra Kaumudī . Questi testi evidenziano l'importanza della vibrazione sonora nel liberare la mente da distrazioni e impurità, preparando il praticante per livelli più profondi di meditazione e realizzazione del sé.
Ogni mantra viene considerato un veicolo di energia divina e, secondo la tradizione, può risvegliare specifiche qualità spirituali, portando a un’evoluzione interiore graduale e profonda.